# Tarasiwka (rejon nowogrodzki)
Tarasiwka (ukr. Тарасівка) – wieś na Ukrainie, w obwodzie czernihowskim, w rejonie nowogrodzkim, w hromadzie Korop. Liczy 87 mieszkańców.